# Scotty Moore
Pour les articles homonymes, voir Moore.
Winfield Scott Moore III dit Scotty Moore, né le 27 décembre 1931 près de Gadsden (Tennessee) et mort le 28 juin 2016 à Nashville (Tennessee), est un guitariste américain légendaire, faisant partie du panthéon du rock 'n' roll. Il est principalement connu pour avoir été le guitariste d'Elvis Presley dans la première partie de sa carrière, entre 1954 et les premiers pas d'Elvis à Hollywood à la fin des années 1950, puis de nouveau vers la fin des années 1960. Il fit également une conséquente carrière d'ingénieur du son, auprès de nombreux artistes.

## Biographie
Scotty Moore apprend à jouer de la guitare avec sa famille et des amis dès l'âge de huit ans. Engagé très jeune dans la marine américaine, il y reste de 1948 à 1952.
Moore connaît tout d'abord le jazz et la musique country. Fan du guitariste Chet Atkins, Moore est le leader d'un groupe nommé Starlite Wranglers, sous contrat avec Sun Records, quand Sam Phillips lui fait rencontrer Elvis Presley alors encore adolescent.
Moore adopte un temps le nouveau modèle de guitare Fender, la Telecaster, destinée à la Country Music, puis revient aux Gibson demi-caisse, et c'est avec cette guitare, paradoxalement peu moderne, qu'il enregistre pour le « King », posant les bases du rock'n'roll grand public.

### Carrière avec Elvis de 1954 à 1968, puis les années sans Presley
En juillet 1954, Moore et le bassiste Bill Black accompagnent Elvis aux Sun Studios dans ce qui deviendra son premier succès légendaire That's All Right Mama, un enregistrement réalisé au studio Sun Records, et souvent considéré comme le début de l'histoire du rock 'n' roll.
Moore sera le guitariste d'Elvis durant quatorze ans (avec quelques breaks) et sera également le tout premier manager du futur King. Les deux hommes conserveront une excellente relation amicale jusqu'à la disparition de Presley.
Initialement, Elvis, Bill Black et Scotty Moore forment le groupe Blue Moon Boys. Le groupe démarre en juillet 1954 une série d'enregistrements et une tournée à travers tout le sud des États-Unis. Le batteur D.J. Fontana se joint à la formation, dès octobre 1954. Pendant l'avènement de la popularité d'Elvis, leur tournée s'étend à tous les États-Unis et ils font plusieurs apparitions dans différentes émissions de télévision puis dans plusieurs films de Presley.
Bill Black quitte le groupe en 1958, mais Scotty Moore et D.J Fontana collaboreront régulièrement avec Elvis jusqu'en 1968, avec quelques interruptions. Moore joue sur un grand nombre de titres parmi les plus célèbres d'Elvis comme Good Rockin' Tonight, Baby Let's Play House, Heartbreak Hotel, Mystery Train, Hound Dog, Blue Suede Shoes, Treat me Nice, Shake, Rattle and Roll, Tutti Frutti, My Baby Left Me, Too Much ou encore Jailhouse Rock, avec le groupe « The Jordanaires » aux chœurs.
Les concerts et tournées de Moore avec Presley aux États-Unis sont difficiles à quantifier, tant ils sont nombreux.
En 1957, le groupe fait sa seule mini tournée canadienne : Toronto (2 avril), Ottawa (3 avril), Vancouver (31 août)...
D'une façon générale, Scotty Moore multiplie les prestations avec Elvis Presley. Outre les concerts, Moore participe à des show télévisés, films, enregistrements discographiques et radiophoniques, qui le plus souvent marquent les esprits, à un moment où les prestations d'Elvis font scandale, et qu'il est même censuré lors de ses passages télévisés, étant filmé au-dessus de la taille. Cela mettra régulièrement ses musiciens en avant, et Moore, qui joue  également de nombreux solos de guitare, est particulièrement mis en valeur. Il gagne une véritable popularité parmi les fans, et le respect de nombreux musiciens, et de jeunes aspirants guitaristes, tels Keith Richards : « À la sortie de Heartbreak Hotel, tout le monde rêvait d'être Elvis. Moi, je rêvais d'être Scotty ». De nombreux guitaristes déclareront avoir été influencés par Scotty Moore, tels Jeff Beck ou encore Mark Knopfler.
Dans les années 1960, Moore diversifie sa carrière. Il sort, en 1964, un album solo intrumental intitulé « The Guitar That Changed The World ». Il s'éloigne de Presley, mais rejoindra de nouveau le groupe du King en 1968. Il participe également au show télévisé spécial de la chaîne NBC « Elvis Presley's 68 Comeback Special » qui, resté fameux, relance la carrière musicale d'Elvis après une période au cinéma marquée par une musique souvent considérée comme mièvre par ses fans originels. La musique d'Elvis enregistre alors un relatif retour aux sources, avec un répertoire plus rock'n'roll, et la guitare de Scotty Moore y trouve toute sa place.
Mais, après le « Comeback Special » de Presley, Moore arrête toute prestation « live » jusqu'en 1992, où il revient à la télévision puis sur scène lors d'une brève tournée en Grande-Bretagne avec Carl Perkins. Il continue cependant de collaborer avec d'autres artistes que Presley, parfois principalement en tant qu'ingénieur du son, notamment pour Ringo Starr, sur son album Beaucoups of Blues ou Carl Perkins. Il continue aussi avec cette fonction d'ingénieur du son dans le cadre d'émissions télévisées, lors des performances musicales d'artistes divers, tels Dolly Parton, Perry Como, Bob Hope, Johnny Cash, Jerry Lee Lewis, entre autres.
C'est cependant comme guitariste qu'il marque la mémoire collective et l'histoire du rock'n'roll. Avec Elvis Presley, Moore commence par jouer sur une guitare Gibson ES-295 
, avant de passer à la Gibson L5 CESN à micros "alnico", puis à la Gibson Super 400
. James Burton sera ensuite le guitariste principal d'Elvis Presley, jouant sur une Fender Telecaster, la guitare même que Moore rejeta à ses débuts avec Presley.
Moore participe à plusieurs hommages au « King », tant en tant que consultant pour des émissions télévisées qu'au travers d'interviews et de célébrations diverses. Il publie également plusieurs livres.
Il enregistre en 2001 une version de That's All Right Mama avec Paul McCartney et DJ Fontana, lors d'une session filmée.
La contribution de pionnier de Moore est reconnue par le Rockabilly Hall of Fame et le Rock and Roll Hall of Fame en 2003. Il fait également l'objet de plusieurs hommages en étant l'invité d'honneur de nombreux festivals et célébrations liées au Rockabilly ou à Elvis Presley.
En 2005 paraît un DVD intitulé Hommage au roi du Rock 'n' Roll - Live at Abbey Road où Scotty Moore reprend les standards du King accompagnés d'invités prestigieux tels Bill Wyman, Ron Wood, Eric Clapton, Albert Lee, David Gilmour, Mark Knopfler etc.
Sa dernière prestation publique date du 15 août 2007 à Memphis, lors du 30e anniversaire du décès d'Elvis.
Il perd sa femme Gail en novembre 2015, et meurt le 28 juin 2016, après de nombreuses complications de santé. Il est enterré le 30 juin.

## Honneurs
2007 : intronisé le 26 novembre au Musicians Hall of Fame and Museum de Nashville au titre de membre des Blue Moon Boys (incluant D. J. Fontana et Bill Black).
2009 : intronisé le 4 avril au Rock and Roll Hall of Fame de Cleveland, en compagnie de D. J. Fontana, au titre de musicien d'Elvis.